# Sinraptor
Sinraptor (lat. "rapinyaire xinès") és un gènere de dinosaures teròpodes sinraptòrids que visqueren a la fi del període Juràssic, fa 161 milions d'anys, en l'Oxfordiano, en el que és avui Àsia. Es calcula que l'espècie tipus, Sinraptor dongi, arribo a mesurar 7,62 metres de llarg i 3 d'alt, arribant a pesar 1 tona, mentre que la segona espècie, Sinraptor hepingensis, era àdhuc més gran mesurant 8,84 metres de llarg. Una anàlisi cladístico suggereix que els Sinraptor són ancestres de dinosaures com el giganotosaure i el carcarodontosaure. El nom Sinraptor prové del prefix llatí "Sinó", que significa Xinès, i "Raptor" rapaz o ladron. L'epiteto especifico dongi honra al Dr. Dong Zhiming. Malgrat el seu nom, Sinraptor no aquesta relacionat amb els dromeosàurid, moltes vegades anomenats "raptors" com el Velociraptor.
El primer espècimen va ser descobert per Philip J. Currie i Xian Zhao, durant una expedició al desert del nord-oest de la Xina, en 1987. Existeixen dues espècies de Sinraptor cridades S. dongi, l'espècie tipus descripta per Currie i Zhao en 1994 i una segona, S. hepingensis, originalment cridada Yangchuanosaurus hepingensis per Gao en 1992, que actualment la hi considera una espècie de Sinraptor. Encara que aquesta assignació aquesta discutida, Sinraptor i yangchuanosaure són parents molt propers i els inclou al costat dels dos en la família Sinraptoridae. S. dongi va ser trobat en els sediments de la Formació Shishugou, Xinjiang, Xina, l'altra, S. hepingensis, Formació Shangshaximiao, Sichuan, Xina.